# Oplenac
La iglesia de San Jorge (en serbio cirilizado, Црква Св. Ђорђа) generalmente llamada Oplenac, es el mausoleo de la Casa Real de Karađorđević, familia real de Serbia y, posteriormente,  de Yugoslavia hasta 1945, situada en la colina de Oplenac, en la villa de Topola, a unos 80 kilómetros al sur de Belgrado, habiendo sido fundada por el rey Pedro I. En 1903, se premió en un concurso nacional el proyecto de Nikola Nestorović, aunque, ante el rechazo al mismo del rey, el diseño de la ejecución final, desde 1909, se debe a Kosta J. Jovanović.
Se trata de un gran edificio con cinco cúpulas cuyo interior está cubierto por completo con mosaicos de vidrios de colores que representan copias de los frescos de 60 iglesias y monasterios medievales serbios, siendo supervisados todos los detalles de la decoración suntuosa del templo por el exiliado Nikolay Krasnov, un antiguo arquitecto imperial ruso y arquitecto principal del rey Alejandro I. La ubicación  para la iglesia fue elegida en 1903, y en 1907, se colocó la primera piedra de la fundación de la iglesia. Pero la construcción se vería obligada a detenerse dos veces en la década de 1910, debido tanto a las guerras de los Balcanes como a la Primera Guerra Mundial. El rey Pedro murió en 1921, antes de que pudiera ver la finalización de su proyecto. El plan fue asumido por su sucesor Alejandro I y se completó en 1930.
La iglesia fue planteada en forma de cruz griega y erigida en estilo serbio-neobizantino, con cuatro pequeñas cúpulas que irradian alrededor de una cúpula central más grande. El mármol blanco de la austera fachada del edificio proviene de la vecina montaña de Venčac, pero el desornamentado exterior del edificio contrasta con la gran riqueza decorativa del interior. Hasta seis generaciones de miembros de la dinastía Karađorđević reposan en la cripta, mientras que el fundador de la misma, Karađorđe Petrović, y el del templo, Pedro I, están inhumados a nivel del suelo en la propia iglesia.